# Un ticket pour l'espace
Pour plus de détails, voir Fiche technique et Distribution.
Un ticket pour l'espace est un film français réalisé par Éric Lartigau, sorti en 2006.

## Synopsis
2005 : pour convaincre les Français de l'intérêt de la recherche spatiale et de ses budgets, un concours est organisé : un jeu de grattage avec des millions de tickets à gratter, dont les deux gagnants obtiendront leur billet pour l'espace. Ils doivent partir pour la station orbitale française (fictive), avec deux spationautes professionnels et un scientifique.
Naturellement, tout ne va pas se dérouler comme prévu. Un des candidats, qui a triché pour obtenir un billet gagnant, s'avère être, une fois dans l'espace, un fou dangereux en quête de vengeance, et cherchant à faire libérer son frère, un criminel emprisonné.

## Fiche technique
- Titre : Un ticket pour l'espace
- Réalisation : Éric Lartigau
- Scénario : Kad, Olivier et Julien Rappeneau
- Musique : Erwann Kermorvant
- Photographie : Régis Blondeau
- Montage : Reynald Bertrand
- Création des décors : Sylvie Olivé
- Décorateur : Romain Scavazza
- Costumes : Marie-Laure Lasson
- Casting : Pierre-Jacques Bénichou
- Costumes : Marie-Laure Lasson
- Budget : 10 921 492 euros[1]
- Production :
  - Producteurs : Cyril Colbeau-Justin et Jean-Baptiste Dupont
  - Producteur assistant : Grégory Barrey
  - Producteurs délégués : Hugues Darmois et Candice Zaccagnino
- Sociétés de production : Gaumont ; LGM Productions et M6 Films (coproduction)
- Société de distribution : Gaumont Columbia TriStar Films (France)
- Pays d'origine :  France
- Langue : français
- Format : couleur - 2,35:1 - Dolby numérique - 35 mm
- Genre : comédie
- Durée : 90 minutes
- Sortie :
  - France : 17 janvier 2006 (Festival de l'Alpe d'Huez, première mondiale)
  - France : 18 janvier 2006 (nationale)

## Distribution
- Kad Merad : Stéphane Cardoux
- Olivier Baroux : colonel Romain Beaulieu
- Marina Foïs : Soizic Le Guilvinec
- Guillaume Canet : Alexandre Yonis / Alexandre Guérin / Bernard Guérin
- André Dussollier : Werburger
- Pierre-François Martin-Laval : Poushy
- Frédéric Proust : professeur Rochette
- Thierry Frémont : professeur de théâtre
- Vincent Moscato : vigile
- Véronique Barrault : attachée de presse
- Frédérique Bel : Miss France
- Mathieu Bisson : technicien #3
- Éric Brats : médecin
- Alexandre Caumartin : technicien #2
- François Clavier : directeur de prison
- Emmanuelle Cosso : Valérie Mertens
- Cyrille Eldin : technicien #1
- Judith El Zein : collègue de Soizic
- Martin Jobert : Hugo enfant
- Jacques Lafolye : Charlemagne
- Jean-Pierre Lazzerini : Yves Bugier
- Frédéric Maranber : Hugo adulte
- Anne Marivin : spationaute #1
- Florence Muller : Isabelle Cardoux
- Éric Naggar : premier ministre
- Cendrine Orcier : technicien #4
- Isabelle Charles-Ossola : Isabelle, militaire du pavillon
- Éric Périssé : spationaute #2
- Isabelle Petit-Jacques : Catherine Werburger
- Jean Rieffel : soldat
- Luc Sonzogni : présentateur du journal télévisé
- Enrico Macias : lui-même (voix)
- Patrick Baudry : lui-même
- Éric Lartigau : réalisateur (caméo)

## Autour du film
- Ce film réunit la même équipe que Mais qui a tué Pamela Rose ?, le précédent film d'Éric Lartigau, toujours avec Kad, Olivier et Julien Rappeneau coscénaristes.
- Un dindon accidentellement métamorphosé en monstre dans la station orbitale émet un acide qui fait fondre le métal, monstre et acide qui évoquent la créature des Alien ; sa vision aux couleurs déformées évoque également la série des Predator. Enfin, la séquence où l'animal traque les héros rappelle la scène du T-Rex dans Jurassic Park.
- Plusieurs séquences du film sont tournées au siège du Parti communiste français.
- Le siège de la fausse agence spatiale se trouve dans le bâtiment commun de l'ENPC et de l'ENSG à Champs-sur-Marne.
- Les plans extérieurs de la fausse agence spatiale, ainsi que ceux des piscines, ont été tournés dans l'enceinte de l'École polytechnique.
- Il y a une référence aux films Fantômas : au moment où Alexandre Guérin retire son masque, toutes les personnes du centre de contrôle crient « Fantômas ! » et l'on peut entendre la voix de Louis de Funès dire « C'est Fantômas !. »
- À plusieurs reprises, des références sont faites à 2001, l'Odyssée de l'espace de Stanley Kubrick, notamment après le décollage, lorsque l'on aperçoit pour la première fois la navette dans l'espace à l'approche de la station orbitale. La voix de l'ordinateur, Enrico (Macias) est une parodie de Hal 9000.
- Le passage en accéléré dans les couloirs menant à la cachette d'Alexandre sur fond de musique trépidante est une référence au générique de Fight Club.
- La scène autour d'un Mirage 4000 blanc a été tournée sur un parking du musée de l'air et de l'espace au Bourget. Un Dassault Super-Étendard stationné est brièvement visible au second plan, puis plus tard deux exemplaires aux couleurs de la Marine lors d'une scène de flash-back.
- La séquence d'ouverture du film met en scène un hélicoptère Sud-Aviation SA365 Dauphin (immatriculé F-GNLT). À quelques années d'intervalle, ce même appareil est visible dans les films Le Promeneur du Champ-de-Mars (2005) et L'Exercice de l'État (2011).